# The Wörld Is Yours
The Wörld Is Yours — двадцятий студійний альбом англійської групи Motörhead, який був випущений 14 грудня 2010 року.

## Композиції
1. Born to Lose - 4:01
2. I Know How to Die - 3:19
3. Get Back in Line - 3:35
4. Devils in My Head - 4:21
5. Rock 'n' Roll Music - 4:25
6. Waiting for the Snake - 3:41
7. Brotherhood of Man - 5:15
8. Outlaw - 3:30
9. I Know What You Need - 2:58
10. Bye Bye Bitch Bye Bye - 4:04

## Склад
- Леммі Кілмістер — вокал
- Філ Кемпбелл — гітара
- Міккі Ді — ударні